# Jakob Lorenz
Jakob Lorenz (Bregenz, 11 settembre 2001) è un calciatore austriaco naturalizzato liechtensteinese, centrocampista del Feldkirch e della nazionale liechtensteinese.

## Carriera

### Club
Dopo aver iniziato a giocare a calcio nel Feldkirch, nel 2022 si trasferisce al Vaduz II, militante nella sesta divisione svizzera.

### Nazionale
Nel 2021 inizia la sua esperienza con la nazionale under-21, dove disputa 6 partite. Nel settembre 2022 viene convocato per la prima volta in nazionale maggiore. Il 25 settembre 2022 ha esordito con la nazionale liechtensteinese, disputando l'incontro perso per 2-0 contro la Moldavia, valido per la UEFA Nations League 2022-2023.

## Statistiche

### Cronologia presenze e reti in nazionale
| Cronologia completa delle presenze e delle reti in nazionale ― Liechtenstein | Cronologia completa delle presenze e delle reti in nazionale ― Liechtenstein | Cronologia completa delle presenze e delle reti in nazionale ― Liechtenstein | Cronologia completa delle presenze e delle reti in nazionale ― Liechtenstein | Cronologia completa delle presenze e delle reti in nazionale ― Liechtenstein | Cronologia completa delle presenze e delle reti in nazionale ― Liechtenstein | Cronologia completa delle presenze e delle reti in nazionale ― Liechtenstein | Cronologia completa delle presenze e delle reti in nazionale ― Liechtenstein |
| Data                                                                         | Città                                                                        | In casa                                                                      | Risultato                                                                    | Ospiti                                                                       | Competizione                                                                 | Reti                                                                         | Note                                                                         |
| ---------------------------------------------------------------------------- | ---------------------------------------------------------------------------- | ---------------------------------------------------------------------------- | ---------------------------------------------------------------------------- | ---------------------------------------------------------------------------- | ---------------------------------------------------------------------------- | ---------------------------------------------------------------------------- | ---------------------------------------------------------------------------- |
| 25-9-2022                                                                    | Chișinău                                                                     | Moldavia                                                                     | 2 – 0                                                                        | Liechtenstein                                                                | UEFA Nations League 2022-2023 - 1º turno                                     | -                                                                            | 86’                                                                          |
| 16-11-2022                                                                   | Gibilterra                                                                   | Gibilterra                                                                   | 2 – 0                                                                        | Liechtenstein                                                                | Amichevole                                                                   | -                                                                            | 71’                                                                          |
| 24-3-2023                                                                    | Lisbona                                                                      | Portogallo                                                                   | 4 – 0                                                                        | Liechtenstein                                                                | Qual. Euro 2024                                                              | -                                                                            | 60’                                                                          |
| 16-10-2023                                                                   | Reykjavík                                                                    | Islanda                                                                      | 4 – 0                                                                        | Liechtenstein                                                                | Qual. Euro 2024                                                              | -                                                                            | 71’                                                                          |
| Totale                                                                       |                                                                              | Presenze                                                                     | 4                                                                            |                                                                              | Reti                                                                         | 0                                                                            |                                                                              |